# Giro del Piemonte 1970
Il Giro del Piemonte 1970, sessantesima edizione della corsa, si svolse il 30 luglio 1970 su un percorso di 257 km. La vittoria fu appannaggio dell'italiano Italo Zilioli, che completò il percorso in 6h10'38", precedendo i connazionali Mauro Simonetti e Franco Balmamion.
Sul traguardo di Marano Ticino 46 ciclisti, su 121 partiti dalla medesima località, portarono a termine la competizione. 

## Ordine d'arrivo (Top 10)
| Pos. | Corridore             | Squadra           | Tempo    |
| ---- | --------------------- | ----------------- | -------- |
| 1    | Italo Zilioli         | Faemino-Faema     | 6h10'38" |
| 2    | Mauro Simonetti       | Ferretti          | a 3"     |
| 3    | Franco Balmamion      | Salvarani         | a 12"    |
| 4    | Pietro Guerra         | Salvarani         | a 30"    |
| 5    | Sandro Quintarelli    | Cosatto-Marsicano | a 1'18"  |
| 6    | Giacinto Santambrogio | Molteni           | s.t.     |
| 7    | Guerrino Tosello      | Molteni           | s.t.     |
| 8    | Ugo Colombo           | Filotex           | s.t.     |
| 9    | Renato Laghi          | Sagit             | s.t.     |
| 10   | Mario Anni            | Molteni           | s.t.     |